# MAN SÜ242
MAN SÜ242 — приміський високопідлоговий автобус, що випускається компанією MAN в період з 1987 по 1998 рік за специфікацією VöV-Standard-Bus. Був заміною моделі MAN SÜ240.

## Історія
Після того, як MAN SL202 вступив в серію ще в 1985 році, MAN SÜ242 був побудований тільки в першу половину 1987 року. Він сильно спирається на SL202, багато деталей змогли знайти застосування з конструктора SL-II. На відміну від MAN SL202, довжина автобуса MAN моделі SÜ242 була збільшена на 190 мм, колісна база — на 150 мм. На 14 рядах сидінь можливо 53 пасажирських сидіння. Автобуси MAN SÜ242 з початку виробництва володіли АБС і АСР. Інші помітні відмінності від SL202 включають додаткові багажники нижнього поверху, вузький індикатор цілі над цільним лобовим склом, а також одностулкові висувні передні двері.
SÜ242 представлений значно слабкіше, ніж його конкуруюча модель Mercedes-Benz O407, яка частково використовується в досить великих кількостях в приватних автобусних компаніях. Значною мірою, автобус зник з німецьких доріг.
Моторизація MAN SÜ242 неодноразово підвищувалася в період виробництва, що помітно за зміненими позначеннями типів. VÖV-II SÜ був випущений в Туреччині в злегка модифікованому вигляді після припинення виробництва в Німеччині в 1998 році під позначенням SÜ223/263/313/363-MANAS або Lion's Classic Ü.